# Michael Kaplan
Michael Kaplan (geboren im 20. Jahrhundert in Philadelphia) ist ein US-amerikanischer Kostümbildner, der seit Anfang der 1980er Jahre für die Filmindustrie Hollywoods tätig ist.

## Karriere

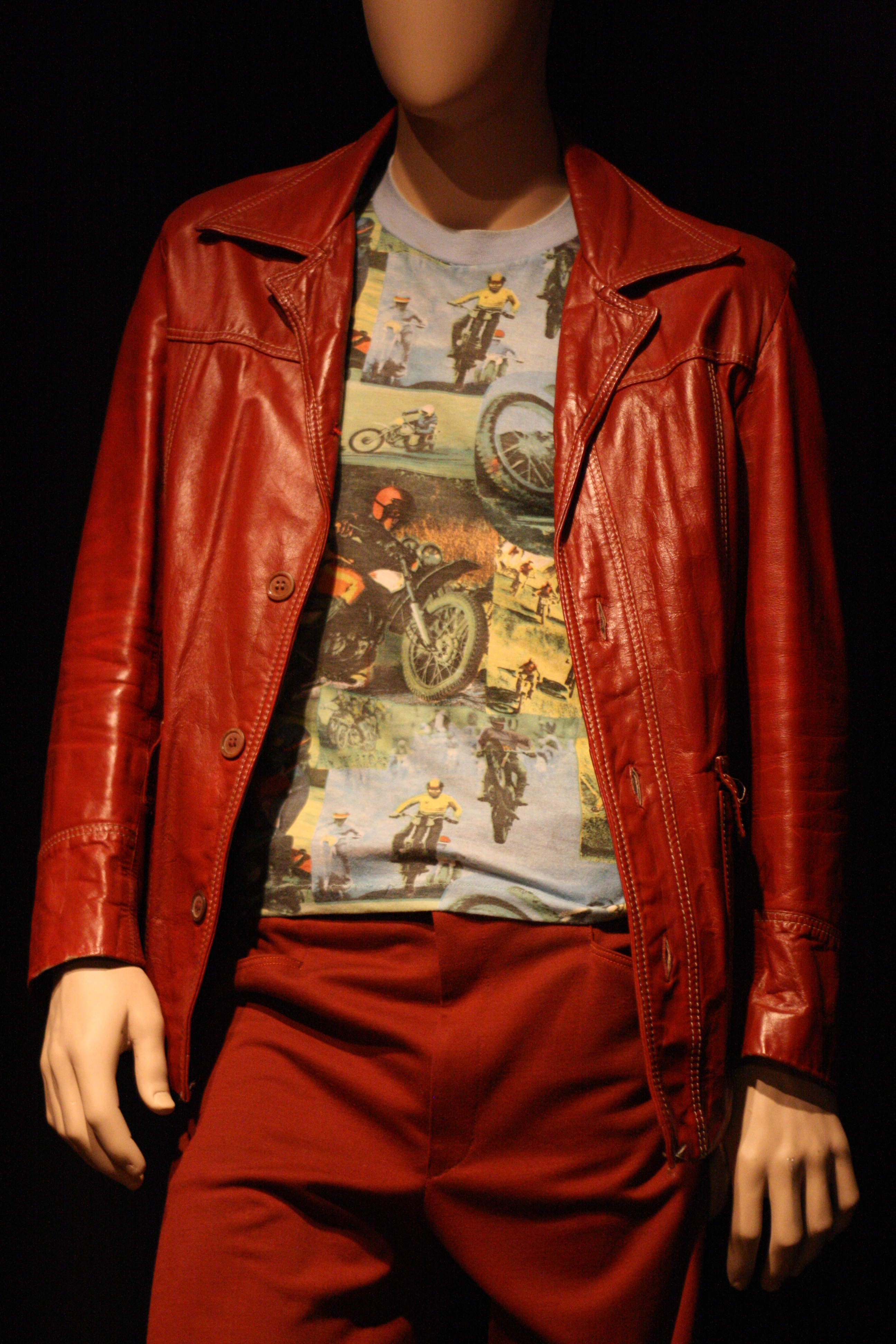
Kostüm von Brad Pitt im Film Fight Club (1999)

Kaplans erstes Kostümdesign bei einem Kinofilm war Ridley Scotts Blade Runner im Jahr 1983, welche ihm einen British Academy Film Award für das beste Kostümdesign einbrachte. Danach war Kaplan regelmäßig für größere Hollywood-Produktionen tätig. 1995 arbeitete er erstmals mit David Fincher für dessen Film Sieben zusammen, es folgten Fight Club 1996 und The Game 1997. 1998 folgte Armageddon und 2001 Pearl Harbor, beide für Regisseur Michael Bay. Sein Kostümdesign für Mr. & Mrs. Smith wurde 2005 mit dem Costume Designers Guild Award prämiert.
J. J. Abrams verpflichtete Kaplan 2009 für Star Trek, sein Reboot der Star-Trek-Filmreihe, in welchem er für das Kostümdesign und damit auch für die Gestaltung der neuen Uniformen der Sternenflotte verantwortlich zeichnete. Abrams verpflichtete ihn auch für seine Star-Wars-Sequel-Trilogie Star Wars: Das Erwachen der Macht, Die letzten Jedi und Der Aufstieg Skywalkers.

## Filmografie
- 1982: Blade Runner
- 1983: Flashdance
- 1984: Gegen jede Chance
- 1984: American Dreamer
- 1984: Nachts werden Träume wahr
- 1985: Alle Mörder sind schon da
- 1985: Perfect
- 1987: Harte Männer tanzen nicht
- 1988: Zwei mal Zwei
- 1989: Seitensprünge
- 1989: Hexenkessel Miami
- 1989: Schöne Bescherung
- 1991: Curly Sue – Ein Lockenkopf sorgt für Wirbel
- 1993: Malice – Eine Intrige
- 1995: Sieben
- 1996: Diabolisch (Diabolique)
- 1996: Tödliche Weihnachten
- 1997: The Game
- 1998: Armageddon – Das jüngste Gericht
- 1999: Fight Club
- 2000: Glauben ist alles!
- 2001: Pearl Harbor
- 2002: Panic Room
- 2002: 24 Stunden Angst
- 2003: Liebe mit Risiko – Gigli
- 2003: Tricks
- 2004: Michael Jackson: The One (Fernseh-Dokumentation)
- 2005: Mr. & Mrs. Smith
- 2006: Miami Vice
- 2007: Glück im Spiel
- 2007: I Am Legend
- 2007: Glück im Spiel
- 2009: Star Trek
- 2010: Duell der Magier
- 2010: Burlesque
- 2011: Mission: Impossible – Phantom Protokoll
- 2013: Star Trek Into Darkness
- 2014: Winter’s Tale
- 2015: Star Wars: Das Erwachen der Macht
- 2016: War Dogs
- 2017: Star Wars: Die letzten Jedi
- 2019: Star Wars: Der Aufstieg Skywalkers (Star Wars: The Rise of Skywalker)

## Nominierungen und Auszeichnungen
British Academy Film Awards
- Gewonnen: 1983 in der Kategorie Bestes Kostüm für Blade Runner

Costume Designers Guild Awards
- Nominiert: 2000 in der Kategorie Herausragende Leistung in einem zeitgenössischen Film für Fight Club
- Nominiert: 2006 in der Kategorie Herausragende Leistung in einem zeitgenössischen Film für Mr. & Mrs. Smith
- Nominiert: 2010: in der Kategorie Herausragende Leistung in einem Fantasy-Film für Star Trek
- Nominiert: 2011: in der Kategorie Herausragende Leistung in einem zeitgenössischen Film für Burlesque
- Nominiert: 2016 in der Kategorie Herausragende Leistung in einem Sci-Fi-/Fantasy-Film für Star Wars: Das Erwachen der Macht
- Nominiert: 2018 in der Kategorie Herausragende Leistung in einem Sci-Fi-/Fantasy-Film für Star Wars: Die letzten Jedi

Saturn Awards
- Nominiert: 1999 in der Kategorie Beste Kostüme für Armageddon
- Nominiert: 2014 in der Kategorie Beste Kostüme für Star Trek Into Darkness
- Nominiert: 2016 in der Kategorie Beste Kostüme für Star Wars: Das Erwachen der Macht
- Nominiert: 2018 in der Kategorie Beste Kostüme für Star Wars: Die letzten Jedi

Empire Awards
- Nominiert: 2016 in der Kategorie Bestes Kostümdesign für Star Wars: Das Erwachen der Macht